# Сан-Кристобаль-де-Боедо
Сан-Кристобаль-де-Боедо (ісп. San Cristóbal de Boedo) — муніципалітет в Іспанії, у складі автономної спільноти Кастилія-і-Леон, у провінції Паленсія. Населення — 27 осіб (2010).
Муніципалітет розташований на відстані близько 240 км на північ від Мадрида, 60 км на північ від Паленсії.

## Демографія
Динаміка населення (INE ):